# Gamochaeta antillana
Gamochaeta antillana — вид квіткових рослин родини айстрові (Asteraceae).

## Опис
Однорічна трав'яниста рослина до 40 см у висоту, має стрижневий корінь. Листя завдовжки до 4 см. Рослина утворює безліч дрібних квіткових головок. Кожна головка містить 3-5 фіолетових квітів диску, але жодної променевої квітки.

## Поширення
Батьківщина: Північна Америка (США), Південна Америка (Ангілья; Багами; Куба; Гваделупа; Нідерландські Антильські острови; Аргентина; Уругвай). Натуралізований: Франція, Іспанія, Португалія, Сицилія, а також ПАР, Австралія, Нова Зеландія.